# Bénac (Ariège)
Bénac – miejscowość i gmina we Francji, w regionie Oksytania, w departamencie Ariège.
Według danych na rok 2010 gminę zamieszkiwało 177 osób, a gęstość zaludnienia wynosiła 63 osób/km².